# Слаб-Форк
Слаб-Форк (англ. Slab Fork) — река в США, на юге штата Западная Виргиния. Приток реки Гайандотт, которая в свою очередь является притоком реки Огайо. Длина составляет 24,3 км; площадь бассейна — 91,6 км².
Берёт начало в округе Рэлей, примерно в 3,2 км к югу от города Лестер и в 4 км к западу от города София и течёт сперва на юго-запад, а затем на юг. Впадает в реку Гайандотт в городе Мулленс. Около 95 % от территории бассейна реки занимают леса.